# Erich Genzmer

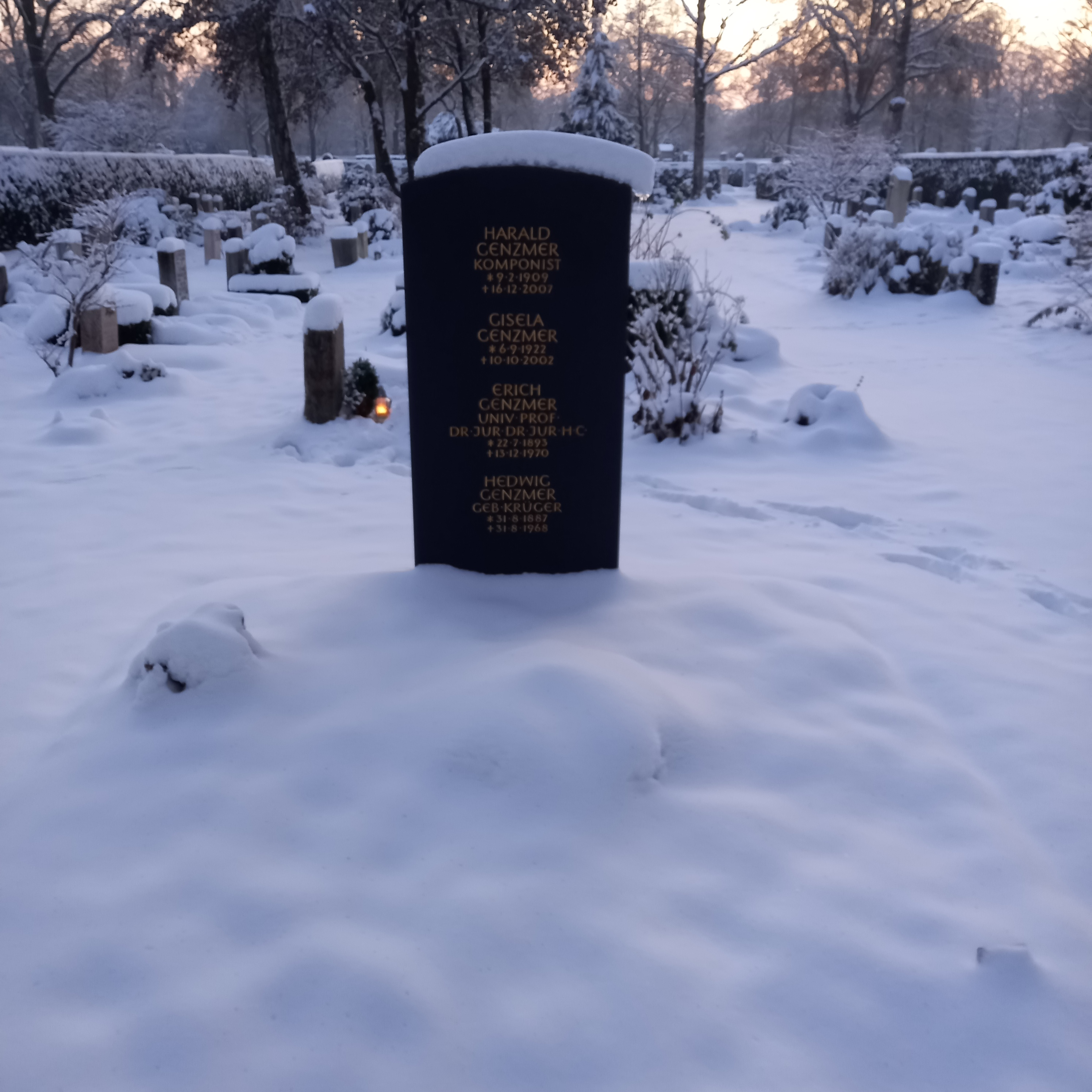
Das Grab von Erich Genzmer im Familiengrab auf dem Nordfriedhof (München)

Erich Stephan Hermann Genzmer (* 22. Juli 1893 in Marienwerder; † 19. August 1970 in München) war ein deutscher Rechtswissenschaftler mit einem Schwerpunkt in der Rechtsgeschichte.

## Leben und Wirken
Erich Genzmer kam aus einer Juristenfamilie. Der Vater Stephan Genzmer war Richter und Verwaltungsjurist, der ältere Bruder Felix Genzmer wurde später Hochschullehrer und Rechtshistoriker. Erich Genzmer absolvierte das Abitur in Berlin. 1911/12 studierte er Jura an der Universität Lausanne, wo er sehr gute französische Sprachkenntnisse erwarb. Er setzte das Studium in Berlin fort und schloss es 1914 mit dem Ersten Staatsexamen ab. Aufgrund des Ersten Weltkriegs musste er die Referendarzeit unterbrechen: Von 1915 bis 1917 arbeitete er als Hilfsreferent des Generalgouverneurs für die Zivilverwaltung Belgiens, danach bis Ende des Krieges als Zivilkommissar des Kreises Bastogne.
Nach Kriegsende setzte er das Referendariat in Stettin fort, beendete es jedoch nicht. Stattdessen wechselte er nach Berlin, um bei dem Juristen Emil Seckel wissenschaftlich zu arbeiten. Nach der Promotion habilitierte er sich hier 1922. Im selben Jahr ging er als Privatdozent an die Universität Königsberg, wo er wenig später ein Extraordinariat bekam. 1927 schrieb er einen Nachruf auf den 1924 verstorbenen Seckel, die 1979 im Nachdruck nochmals erschien. 1934 wurde er an der Königsberger Universität zum planmäßigen Ordinarius berufen.
Von 1935 bis 1939 lehrte Genzmer an der Universität Frankfurt am Main und zwischenzeitlich als Gastprofessor in Rom. 1939/40 hatte er eine Lehrstelle an der Universität Leipzig. 1940 erhielt er als Nachfolger Hans Reichels einen Ruf als Ordinarius für römisches und bürgerliches Recht der Universität Hamburg. Hier lehrte er bis zur Emeritierung 1965. Als seinerzeit amtierender Direktor das Seminars für Bürgerliches Recht und Allgemeine Rechtswissenschaft leitete er ab 1941 als stellvertretender Direktor das Seminar für Handels- und Schifffahrtsrecht. Als Gastprofessor lehrte er 1944/45 an der Leipziger Universität und 1947 an der Humboldt-Universität in Berlin.
Genzmer forschte primär zur Rezeption des römischen Rechts während des Mittelalters. Er legte großen Wert darauf, die reine „römische Rechtsgeschichte“ strikt von deren zeitüberdauernder, ihn interessierender Wirkung zu trennen. Außerdem galt er als international angesehener Komparatist. Das Ansehen erwarb er sich nicht mit Monografien, sondern mehr mit Editionen und den sie begleitenden komparatistisch-methodischen Konzepten. 1937 beteiligte er sich mit Die antiken Grundlagen der Lehre vom gerechten Preis und der laesio enormis am 2. Internationalen Kongress der International Academy of Comparative Law.
Auch wenn er der NS-Volkswohlfahrt und dem NS-Rechtswahrerbund angehört hatte, bekannte sich Genzmer, im Gegensatz zu seinem Bruder, während der Zeit des Nationalsozialismus nicht eindeutig zu den Nationalsozialisten. Nachdem seine Wohnung während der Operation Gomorrha durch Bombentreffer zerstört worden war, kam er in einem Hotel in Ludwigslust unter, wo er bis Kriegsende lebte. Danach kehrte er als Dekan der Rechts- und Staatswissenschaftlichen Fakultät in eine zugewiesene Wohnung nach Hamburg zurück. Er selbst schrieb 1945 in einem Entnazifizierungsbogen, einen Ruf der radikalen Akademie für Deutsches Recht in München bewusst abgelehnt zu haben. Sein ehemaliger Schüler Helmut Coing bestätigte, dass Genzmer nationalsozialistisches Gedankengut vollständig abgelehnt habe.
Sein Kollege Hans Möller nahm Genzmer sofort in das Gremium auf, das die Christlich-Demokratische Partei (CDP) gründen wollte. Genzmer beteiligte sich nicht an der Gründungsversammlung, führte jedoch die Liste der Vorstandsmitglieder an, die am 12. Oktober 1945 einen Zulassungsantrag stellten. Mit entscheidend hierfür war vermutlich, dass er Protestant war. Genzmer galt zwischenzeitlich als geeigneter Kandidat für die Stelle des Hamburger Kultursenators, für die er jedoch auf seinen Beamtenstatus hätte verzichten müssen. Die Stelle erhielt schließlich Ascan Klée Gobert, auch, weil er im Gegensatz zu Genzmer noch kein CDP-Mitglied, der Partei aber durch die Position verbunden war.
Gemeinsam mit Philipp Möhring und Walther Fischer publizierte Genzmer von 1947 bis 1949 Gesetz und Recht. Es handelte sich dabei um in Deutschland nach dem 8. Mai 1945 in Kraft getretene Rechtssätze. Außerdem verfasste er viele Beiträge für die Romanistische Abteilung der Zeitschrift der Savigny-Stiftung für Rechtsgeschichte. Das Blatt widmete ihm anlässlich des 70. Geburtstages 1963 den 80. Band.
Genzmer gehörte zahlreichen ausländischen Akademien, insbesondere in Ländern, in denen romanische Sprachen gesprochen wurden, an.

## Schriften (Auswahl)
- Bürgerliches Recht. Sammlung von Gesetzestexten. Hamburg 1947.